# Parafia św. Stanisława w Dołhinowie
Parafia św. Stanisława w Dołhinowie – rzymskokatolicka parafia znajdująca się w archidiecezji mińsko-mohylewskiej, w dekanacie wilejskim, na Białorusi.

## Historia
Parafia katolicka w Dołhinowie została erygowana w 1553 r., w tym samym roku w miasteczku wzniesiono drewniany kościół. W 1610 r. ksiądz Izaak Sołakaj przeniósł ikonę Najświętszej Maryi Panny z Wilna do Dołhinowa. W 1613 r. obraz został przeniesiony do klasztoru bernardynów w Budsławiu, gdzie później zasłynął jako Budsławska Ikona Matki Bożej. Podczas wojny polsko-rosyjskiej w latach 1654-1667 świątynia w Dołhinowie spłonęła. W latach 60. XVII w. kosztem księcia Druckiego-Sokolińskiego zbudowano nowy drewniany kościół. W 1704 r. Karol i Ewa Druccy-Sokolińscy wznieśli nową świątynię, również drewnianą, na miejscu poprzedniej. Kościół ten konsekrowano pod wezwaniem św. Stanisława. W 1766 r. istniała w Dołhinowie cerkiew unicka. Na początku XIX wieku świątynia spłonęła podczas pożaru, przez pewien czas jako kościół parafialny służyła mała kaplica.
W 1853 roku kosztem parafian i staraniem ks. Józefa Lwowicza wzniesiono murowany budynek świątyni, który istnieje do dziś. W XIX wieku liczba parafian przekraczała 5000 osób. W 1886 r. proboszczem parafii był ks. Antoni Kolenda. W 1915 r. proboszczem i dziekanem dekanatu wilejskiego był ks. Józef Żero, wikariuszem był ks. Józef Bajko. W przededniu II wojny światowej liczba parafian wynosiła około 7200 osób. W czasie okupacji proboszcz ks. Kazimierz Doroszkiewicz pomagał Żydom ukrywać się przed nazistami. W 1965 roku ks. Doroszkiewicz został zamordowany. Parafia została bez księdza, ale parafianom udało się obronić świątynię przed zamknięciem. W kościele gromadzili się ludzie na wspólną modlitwę bez księdza, a w latach 90. XX wieku przywrócono normalne funkcjonowanie kościoła.